# Abrocoma
Abrocoma là một chi động vật có vú trong họ Abrocomidae, bộ Gặm nhấm. Chi này được Waterhouse miêu tả năm 1837. Loài điển hình của chi này là Abrocoma bennettii Waterhouse, 1837.

## Phân bố
Các loài trong chi này phân bố ở Andes, Nam Mỹ từ miền nam Peru đến miền trung Chile.

## Các loài
Chi này gồm 8 loài:
- Chi Abrocoma
  - Abrocoma bennettii
  - Abrocoma boliviensis
  - Abrocoma budini
  - Abrocoma cinerea
  - Abrocoma famatina
  - Abrocoma shistacea
  - Abrocoma uspallata
  - Abrocoma vaccarum

Ngoài ra, loài Cuscomys oblativus từng được xếp là Abrocoma oblativus, nhưng nay đã được xếp lại.